# Danh sách quốc gia và vùng lãnh thổ châu Đại Dương
Châu Đại Dương là châu lục có diện tích nhỏ nhất trong 5 châu lục, và châu Đại Dương có tất cả 15 quốc gia độc lập là Australia, New Zealand, Indonesia (thuộc đồng thời khu vực Đông Nam Á và châu Đại Dương), Papua New Guinea, Quần đảo Solomon, Liên bang Micronesia, Kiribati, Palau, Quần đảo Marshall, Fiji, Tonga, Vanuatu, Tuvalu, Nauru và Samoa (Tây Samoa), đều là các quốc đảo (ngoại trừ Australia) và nhiều đảo, nhóm đảo, quần đảo là lãnh thổ hải ngoại hay vùng kiểm soát của các quốc gia Pháp, Mỹ, Australia, New Zealand nằm tập trung trong 4 khu vực chính là Australasia; Melanesia; Micronesia và Polynesia, trải rộng trên phần trung tâm và Nam Thái Bình Dương.
Các quốc gia ở Châu Đại Dương gần như đều là thành viên của tổ chức Diễn đàn Quần đảo Thái Bình Dương, ngoại trừ quốc đảo Fiji vừa mới bị đình chỉ thành viên (2009). Ngoại trừ Australia, New Zealand và Papua New Guinea có diện tích được xếp vào loại trung bình và lớn trên thế giới, còn các quốc gia còn lại diện tích rất khiêm tốn, có nhiều quốc gia như Tuvalu, Nauru... nằm trong nhóm các quốc gia nhỏ nhất về diện tích và dân số cũng như quy mô kinh tế trên thế giới. Danh sách dưới đây bao gồm tên gồm các quốc gia độc lập (viết đậm) và vùng lãnh thổ (viết in nghiêng) có lãnh thổ nằm trong vùng châu Đại Dương.

## Quốc gia và vùng lãnh thổ
| Quốc kỳ                     | Quốc gia                               | Thủ đô                                               | Tình trạng                                                     |
| --------------------------- | -------------------------------------- | ---------------------------------------------------- | -------------------------------------------------------------- |
| Úc                          | Thịnh vượng chung Úc                   | Canberra                                             | Độc lập                                                        |
| New Zealand                 | New Zealand                            | Wellington                                           | Độc lập                                                        |
| Indonesia                   | Cộng hoà Indonesia                     | Jakarta                                              | Độc lập                                                        |
| Papua New Guinea            | Nhà nước Độc lập Papua New Guinea      | Port Moresby                                         | Độc lập                                                        |
| Liên bang Micronesia        | Liên bang Micronesia                   | Palikir                                              | Độc lập                                                        |
| Fiji                        | Cộng hòa Fiji                          | Suva                                                 | Độc lập                                                        |
| Kiribati                    | Cộng hòa Kiribati                      | Nam Tarawa                                           | Độc lập                                                        |
| Quần đảo Marshall           | Cộng hòa Quần đảo Marshall             | Majuro                                               | Độc lập                                                        |
| Nauru                       | Cộng hòa Nauru                         | Yaren                                                | Độc lập                                                        |
| Palau                       | Cộng hòa Palau                         | Melekeok                                             | Độc lập                                                        |
| Samoa                       | Nhà nước Độc lập Samoa                 | Apia                                                 | Độc lập                                                        |
| Quần đảo Solomon            | Quần đảo Solomon                       | Honiara                                              | Độc lập                                                        |
| Tonga                       | Vương quốc Tonga                       | Nukuʻalofa                                           | Độc lập                                                        |
| Tuvalu                      | Tuvalu                                 | Funafuti                                             | Độc lập                                                        |
| Vanuatu                     | Cộng hòa Vanuatu                       | Port Vila                                            | Độc lập                                                        |
| Quần đảo Ashmore và Cartier | Quần đảo Ashmore và Cartier            | —                                                    | Lãnh thổ ngoài Australia                                       |
| Quần đảo Ashmore và Cartier | Quần đảo Biển San hô                   | —                                                    | Lãnh thổ ngoài Australia                                       |
| Đảo Norfolk                 | Đảo Norfolk                            | Kingston                                             | Lãnh thổ ngoài Australia                                       |
| Quần đảo Cook               | Quần đảo Cook                          | Avarua                                               | Lãnh thổ hợp tác tự do với New Zealand                         |
| Niue                        | Niue                                   | Alofi                                                | Lãnh thổ hợp tác tự do với New Zealand                         |
| Tokelau                     | Tokelau                                | — (mỗi đảo san hô đều có trung tâm hành chính riêng) | Lãnh thổ hợp tác tự do với New Zealand                         |
| Samoa thuộc Mỹ              | Đông Samoa                             | Pago Pago                                            | Khu vực đảo thuộc Mỹ                                           |
| Guam                        | Guam                                   | Hagåtña                                              | Khu vực đảo thuộc Mỹ                                           |
| Quần đảo Bắc Mariana        | Thịnh vượng chung Quần đảo Bắc Mariana | Saipan                                               | Khu vực đảo thuộc Mỹ                                           |
| Đảo Baker                   | Đảo Baker                              | —                                                    | Khu vực đảo thuộc Mỹ                                           |
| Đảo Baker                   | Đảo Howland                            | —                                                    | Khu vực đảo thuộc Mỹ                                           |
| Đảo Baker                   | Đảo Jarvis                             | —                                                    | Khu vực đảo thuộc Mỹ                                           |
| Đảo Baker                   | Đảo san hô Johnston                    | —                                                    | Khu vực đảo thuộc Mỹ                                           |
| Đảo Baker                   | Đảo đá Kingman                         | —                                                    | Khu vực đảo thuộc Mỹ                                           |
| Đảo Baker                   | Đảo san hô Midway                      | —                                                    | Khu vực đảo thuộc Mỹ                                           |
| Đảo Baker                   | Đảo san hô Palmyra                     | —                                                    | Khu vực đảo thuộc Mỹ                                           |
| Đảo Baker                   | Đảo Wake                               | —                                                    | Khu vực đảo thuộc Mỹ                                           |
| Polynésie thuộc Pháp        | Polynesia thuộc Pháp                   | Papeete                                              | Lãnh thổ hải ngoại của Pháp                                    |
| Nouvelle-Calédonie          | New Caledonia                          | Nouméa                                               | Lãnh thổ hải ngoại của Pháp                                    |
| Wallis và Futuna            | Lãnh thổ quần đảo Wallis và Futuna     | Matāʻutu                                             | Lãnh thổ hải ngoại của Pháp                                    |
| Quần đảo Pitcairn           | Quần đảo Pitcairn                      | Adamstown                                            | Lãnh thổ hải ngoại của Liên hiệp Vương quốc Anh và Bắc Ireland |